# Shavar Ross

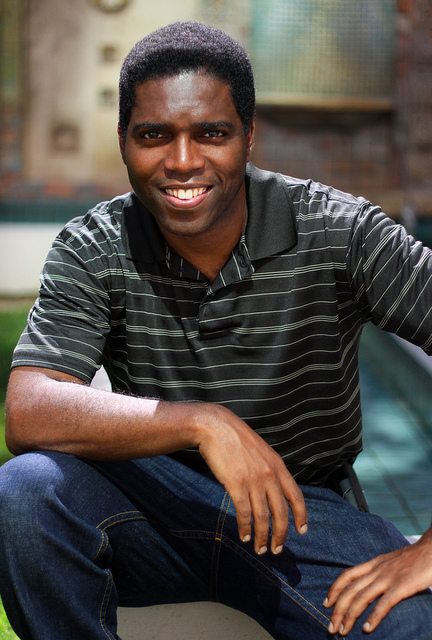
Shavar Ross (2011)

Shavar Ross (* 4. März 1971 in New York City) ist ein US-amerikanischer Schauspieler, Drehbuchautor, Filmproduzent und Regisseur.

## Biografisches
Shavar Ross stammt ursprünglich aus der Bronx. Nach der Scheidung seiner Eltern zog seine Mutter mit ihm und seiner Schwester nach Macon im US-Bundesstaat Georgia. Sein Vater zog nach Los Angeles, in der Hoffnung, dort als Schauspieler Fuß fassen zu können. Als Shavar seinen Vater 1979 in Kalifornien besuchte, wurde er seinerseits von einer Talentagentin entdeckt. Diese verhalf ihm mit knapp zehn Jahren zu seiner ersten Rolle in der Sitcom Noch Fragen Arnold?, die er mehrere Jahre verkörperte.
Im Laufe der 1980er Jahre konnte Ross sich als Film- und Fernsehdarsteller endgültig etablieren und spielte in mehreren bekannten Fernsehserien mit, darunter Benson, MacGyver, Magnum, Der Prinz von Bel-Air und Alle unter einem Dach. Im Filmbereich ist er dem Publikum vor allem durch seine Rolle in dem Slasher-Film Freitag der 13. – Ein neuer Anfang (1985) und als Tina Turners Sohn in der Filmbiografie Tina – What’s Love Got to Do with It? (1993) in Erinnerung geblieben.
1996 schloss Ross zusätzlich ein Theologie-Studium am Crenshaw Christian Center ab und gründete die Alive Church, als deren Pastor er vier Jahre lang tätig war. Des Weiteren gründete Ross die Entertainment-Firma Tri-7 Media, Inc. und fungiert seitdem als deren Geschäftsführer. Als Produzent und Regisseur erstellte er die Kurzfilme Soul to Take (2003) und A Taste of Us (2004). 2007 veröffentlichte Ross mit der Liebeskomödie Lord Help Us seinen ersten Langfilm. Zum Darsteller-Ensemble gehörten unter anderem Margaret Avery, Debra Wilson und Al Jarreau.
Ross lebt heute in Los Angeles. Er ist seit 1992 verheiratet und Vater von zwei Kindern.

## Filmografie
- 1980–1986: Noch Fragen Arnold? (Diff’rent Strokes, TV, dreiundvierzig Folgen)
- 1980: Scout’s Honor (TV)
- 1980: House Calls (TV, eine Folge)
- 1980: The White Shadow (TV, eine Folge)
- 1980–1981: Imbiß mit Biß (Alice, TV, zwei Folgen)
- 1981: Benson (TV, zwei Folgen)
- 1982: The Billy Crystal Comedy Hour (TV, regelmäßige Auftritte)
- 1982: To Climb a Mountain (TV)
- 1982: Mork vom Ork (TV, fünf Folgen)
- 1982: The Little Rascals (TV, Stimme in dreiunddreißig Folgen)
- 1983: Love Boat (The Love Boat, TV, eine Folge)
- 1984: Die Gobots (Challenge of the GoBots, TV, Stimme in einer Folge)
- 1984: Booker (TV)
- 1984: Wo das Grauen lauert (The House of Dies Drear, TV)
- 1985: Freitag der 13. – Ein neuer Anfang (Friday the 13th: A New Beginning)
- 1985: MacGyver (TV, eine Folge)
- 1985: Stair Fairies (TV)
- 1985: Punky Brewster (TV, dreizehn Folgen)
- 1986: Native Son
- 1986–1988: Magnum (Magnum, P.I., TV, fünf Folgen)
- 1988: Die Schöne und das Biest (Beauty and the Beast, TV, eine Folge)
- 1989: Mann muss nicht sein (Designing Women, TV, eine Folge)
- 1989: Amen (TV, eine Folge)
- 1989: Heart and Soul (TV)
- 1990: Heat Wave (TV)
- 1991: Reich und Schön (The Bold and the Beautiful, TV, zwei Folgen)
- 1991: Unser lautes Heim (Growing Pains, TV, drei Folgen)
- 1992: Der Prinz von Bel-Air (The Fresh Prince of Bel-Air, TV, eine Folge)
- 1992–1994: Alle unter einem Dach (Family Matters, TV, dreizehn Folgen)
- 1993: Frogs! (TV)
- 1993: Tina – What’s Love Got to Do with It? (What’s Love Got to Do with It)
- 1994: On Our Own (TV, eine Folge)
- 1995: Chicago Hope – Endstation Hoffnung (Chicago Hope, TV, eine Folge)
- 1998: Mister Funky – Die Steve-Harvey-Show (The Steve Harvey Show, TV, eine Folge)
- 2003: Soul to Take (Kurzfilm)
- 2008: Chocolate News (TV, eine Folge)